# روب بيني
روب بيني (بالإنجليزية: Rob Penny)‏ هو كاتب مسرحي وشاعر أمريكي، ولد في 6 أغسطس 1941 في أوبيليكا في الولايات المتحدة، وتوفي في 16 مارس 2003.